# Duravit Design Center
Koordinaten: 48° 12′ 24″ N, 8° 13′ 55″ O

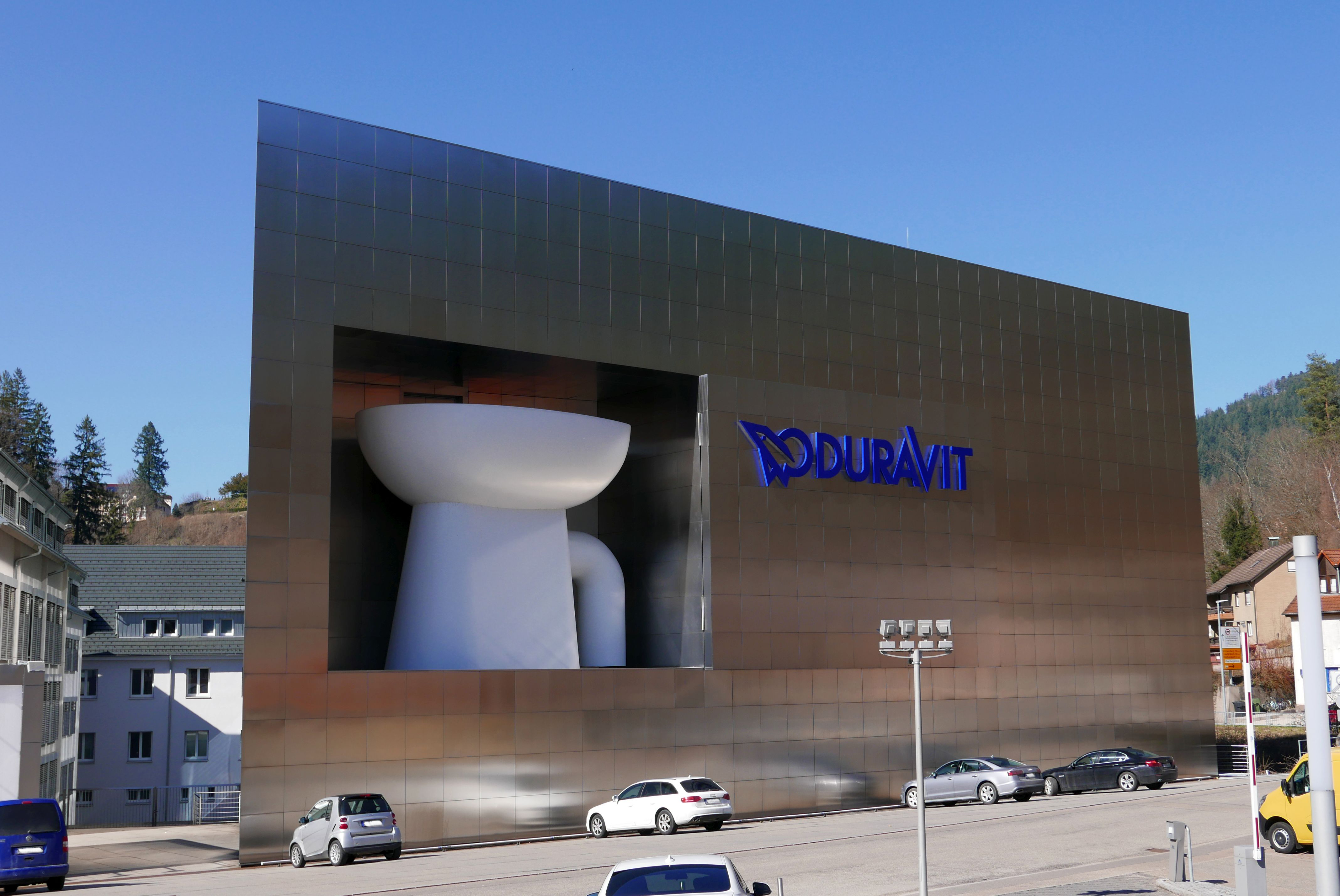
Duravit Design Center

Das Duravit Design Center ist ein 2003/2004 erbautes Ausstellungszentrum der Firma Duravit in Hornberg. Im Haus werden die aktuellen Sanitärprodukte des Unternehmens gezeigt, die man nach Voranmeldung vor Ort ausprobieren kann.
Das fünfstöckige Gebäude wurde von Philippe Starck entworfen und vom ortsansässigen  Architekturbüro Wöhrle + Wöhrle geplant. Für sein Design Center erhielt Duravit 2006 den iF communication design award in der Disziplin architecture & public spaces.
Auf der Südseite des 19 Meter hohen trapezförmigen Gebäudes wird die weithin sichtbare Skulptur einer 7,1 Meter hohen Toilette gezeigt. Diese wird als Aussichtsplattform genutzt und ist nachts beleuchtet. Das   Design Center war eine Station der Ausstellung „Wasser ist Leben“ als Ergebnis eines internationalen Plakatwettbewerbs.